# Saliagos
Saliagos (griechisch Σαλιαγκός (m. sg.)) ist der Fundort einer der ältesten Siedlungen auf der griechischen Inselgruppe der Kykladen. Die nur 110 auf 70 Meter große Insel Saliagos liegt im Norden des Sunds zwischen Andiparos und Paros zusammen mit mehreren anderen unbewohnten Inseln, die von einer bis in die byzantinische Zeit vorhandenen und seitdem durch den ansteigenden Meeresspiegel überfluteten Landverbindung übriggeblieben sind. 
Die Siedlung wird in die mittlere bis späte Jungsteinzeit datiert. In absoluter Datierung deuten die Proben der Radiokohlenstoffdatierung bei direkter Anwendung auf einen Zeitraum von 4300 bis 3700 v. Chr., was bei Anwendung der modernen Kalibrierung als 5000 bis 4500 v. Chr. zu interpretieren ist. Der Ort wurde in den Jahren 1964 und 1965 von John Davies Evans und Colin Renfrew von der British School at Athens ausgegraben und erforscht.

## Die Siedlung
Die Gebäudefundamente sind weitgehend zerstört, vor allem durch ein in der römischen Zeit angelegtes Gräberfeld. Es lassen sich noch einige rechteckige Räume von etwa 2,60 auf 3 m und ein ovaler Raum nachweisen. In zwei der Räume wurden Relikte von Herden gefunden. Zwei Rundbauten werden als Getreidespeicher gedeutet. Die Fundamente waren aus dem Feldstein der Insel selbst errichtet, mit welchen Materialien die Wände hochgezogen wurden, ist unklar. Anzeichen für Lehmziegel gibt es keine. Im Westen der Siedlung lehnen sich die Bauten an eine Umfassungsmauer an, die möglicherweise als Bastion ausgestaltet war. 
Trotz der langen Siedlungsdauer lassen sich nur drei Schichten nachweisen. In der obersten bestand die Siedlung nur noch aus einem Komplex von etwa 15 auf 17 Metern. 

## Funde
In den Trümmern der Fundamente wurden große Mengen an keramischen Scherben gefunden, die wissenschaftlich erfassten Scherben bringen zusammen 3,5 Tonnen auf die Waage. Aus ihnen konnten 60 Gefäße ganz oder teilweise zusammengesetzt werden. 
Die Gefäße sind aus dem Ton der Gegend an Ort und Stelle gefertigt, etwa 12 % sind speziell geglättet und werden als Tafelgeschirr interpretiert. Nur jedes zehnte Gefäß ist ein geschlossener Krug oder eine Kanne, die anderen sind offene Schalen, Teller und Näpfe. Die Farben des Tons variieren von Gelb und Brauntönen bis dunklem Grau, wobei die Mehrheit der Gefäße mit mattweißen Zeichnungen versehen waren. Die Muster sind geometrisch, aber zeigen eine weite Variation der Dekors. Einige wenige Stücke sind mit eingedrückten Mustern oder aufgesetzten Noppen plastisch verziert. Die keramischen Stile weisen Verwandtschaft mit solchen des Festlandes auf, kaum mit anderen neolithischen Fundorten der Inseln.
Zwei Bruchstücke zeigen an, dass Gefäße aus Marmor als seltene Luxusgüter bekannt waren. 
Ebenfalls aus Marmor waren die drei gefundenen frühen Kykladenidole gefertigt. Eines davon ist als Fruchtbarkeitssymbol in Form einer üppigen weiblichen Figur mit untergeschlagenen Beinen gestaltet. Die Figur hat einerseits Ähnlichkeiten mit einem Fund in Sangri auf Naxos und andererseits mit stehenden Figuren aus Ton, die auf dem griechischen Festland, auf dem Peloponnes, in Thessalien und Mazedonien gefunden wurden. Das Material Marmor hat sie gemeinsam mit der Figur eines Mannes aus Knossos auf Kreta. Sie alle stammen aus dem 6. Jahrtausend v. Chr. und kommen daher als Vorläufer in Betracht, auch wenn die Überlieferungskette unbekannt ist. Die Figur von Saliagos hat keine bekannten Nachfolger. Zwei weitere Idole sind wesentlich stärker abstrahiert und erinnern an die Form einer Violine. Sie haben keine erkennbaren Vorbilder, aber bei ihnen ist die Verwandtschaft zu den abstrakten Idolen der kykladischen Bronzezeit unverkennbar.
Bemerkenswert ist aber die große Zahl und Vielfalt der auf Saliagos gefundenen Werkzeuge aus Obsidian. Die mehr als 25.000 Artefakte, darunter über 1.100 nachgewiesene Klingen wurden auf der Insel selbst gefertigt, das verwendete Obsidian stammt fast ausschließlich von der 60 km entfernten Insel Milos, vereinzelt aber auch von Gyali auf den Dodekanes, was auf einen Handel über beinahe 200 km hinweist. 
Die Obsidian-Werkzeuge sind Schaber, Spitzen und Klingen. Die Spitzen werden als Teile von Harpunen interpretiert, weil für Pfeile in der gefundenen Menge kein Bedarf gesehen wird.

## Leben und Kultur

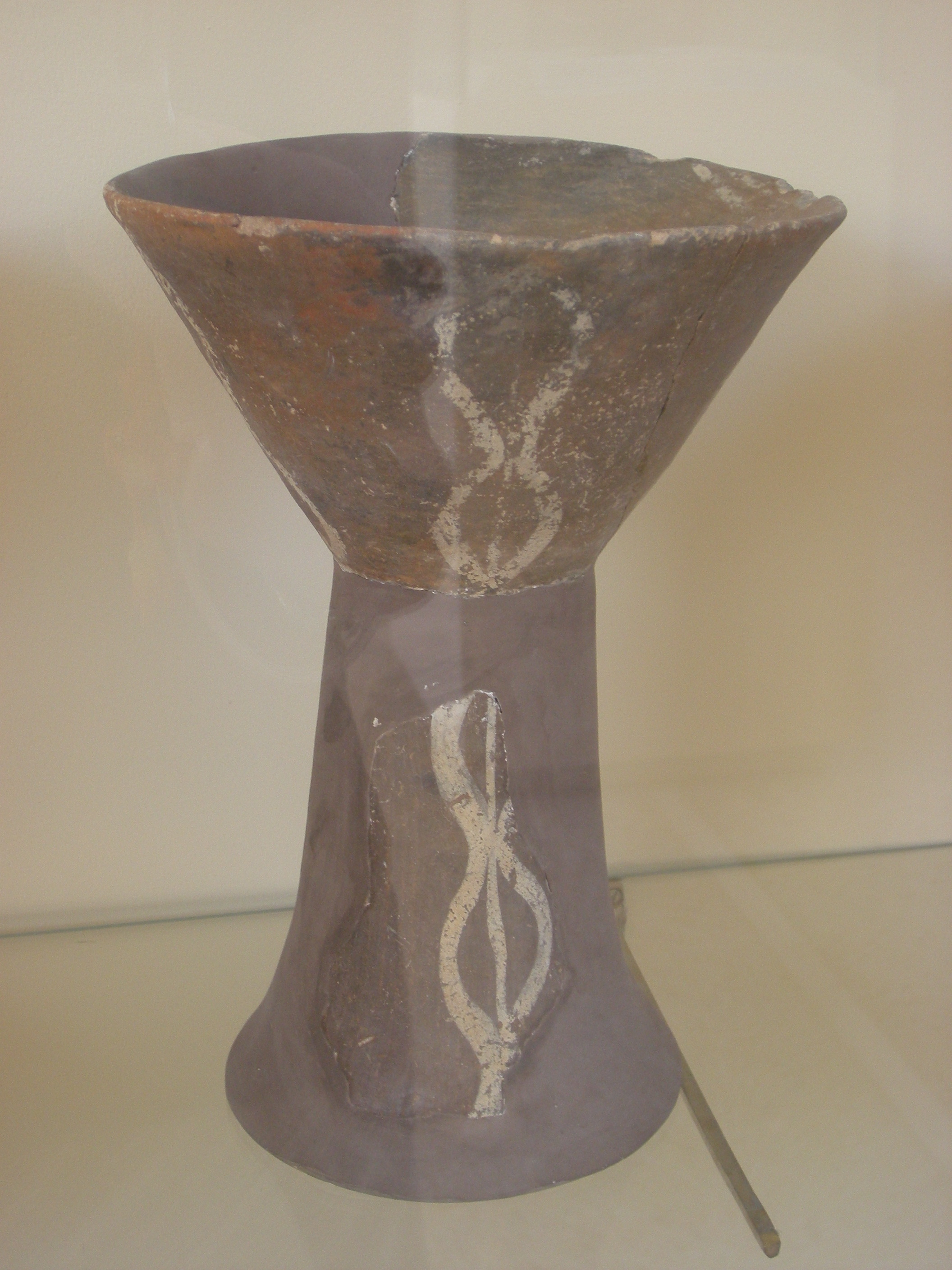
Schale auf Ständer aus Saliagos. 4. Jahrtausend v. Chr., Archäologisches Museum Paros

Knochen- und Grätenfunde erlauben einen Einblick in die Ernährungsgewohnheiten der steinzeitlichen Saliaginer. Dabei überwiegen Thunfische, was bemerkenswert ist, weil dieser Fisch heute in diesem Teil der Ägäis nicht mehr regelmäßig vorkommt. Schafe und Ziegen, in kleinerem Umfang auch Rinder und Schweine versorgten die Bewohner mit Fleisch, Wolle und Milch. An Getreide ist Emmer und Gerste nachgewiesen.
Die Begräbnisstätten der Siedlung sind im Meer untergegangen, so dass keine Grabfunde entdeckt werden konnten. 
Kulturell ragt Saliagos aus dem Umfeld in der Jungsteinzeit heraus. Es gibt vereinzelt Spuren menschlicher Tätigkeit auf verschiedenen Inseln, auch wurden kleine Mengen ähnlicher Keramik auf der Nachbarinsel Naxos gefunden. In näherem Zusammenhang mit Saliagos stehen einzelne Oberflächenfunde in Mavrispilia auf Mykonos, Vouni auf Andiparos und Agrilia in Melos. Saliagos war jedoch lange die einzige Siedlung auf den Ägäischen Inseln der Jungsteinzeit, für die Landwirtschaft nachgewiesen ist. 1992 wurde Ftelia auf Mykonos erstmals beschrieben und ab 1995 fanden erste Ausgrabungen in Form von Sondierschnitten statt. Der Fundort ist heute als zweite Siedlung der Saliagos-Kultur erkannt.
Bemerkenswert ist, dass die Kultur von Saliagos keine Fortsetzung gefunden hat. Die Siedlung Kephala auf Kea im Übergang zwischen Stein- und Bronzezeit hat sich völlig unabhängig entwickelt. Die einzige Ausnahme sind die bereits angesprochenen Marmoridole in Violinenform, deren Überlieferungstradition jedoch unbekannt ist.